# Амга
Амга̀ (на якутски: Амма) е голяма река в Азиатската част на Русия, Източен Сибир, Република Якутия (Саха), ляв приток на Алдан. Дължината ѝ е 1462 km, която ѝ отрежда 25-о място по дължина сред реките на Русия.
Река Амга води началото си от западния склон на Амгинския хребет в Алданската планинска земя, на 806 m н.в., в южната част на Република Якутия (Саха). Първите 100 km тече в северна посока, а след това до устието си – в североизточна, на около 140-150 km успоредно на река Алдан (минимално отстояние 14 km, при село Угоян). Повече от половина от течението на Амга (827 km) преминава през северозападната част на Алданската планинска земя в тясна и дълбока долина, с каменисто дъно и бързо течение. Останалата, долна част от течението ѝ (635 km) преминава през източната част на Приленското плато. Тук долината ѝ значително се разширява, появява се обширна заливна тераса, по която Амга меандрира и се разделя на ръкави, а течението ѝ придобива спокоен характер. Влива отляво в река Алдан, при нейния 407 km, на 110 m н.в.
Водосборният басейн на Амга има площ от 69,3 хил. km2, което представлява 9,5% от водосборния басейн на река Алдан и се простира в южната част на Република Якутия (Саха). Басейнъ на реката е асиметричен с малки и къси десни притоци и по-големи и по-дълги леви.
Границите на водосборния басейн на реката са следните:
- на югоизток – водосборните басейни на реките Чуга, Чамполо, Унгюеле, Лапа, Кюндеки, Мил, Нуотара, Куолума и Ноху, леви притоци на Алдан;
- на север и северозапад – водосборните басейни на реките Ольокма, Туолба, Буотама, Тама и Суола, десни притоци на Лена и Тата, ляв приток на Алдан.

Река Амга получава 195 притока с дължина над 10 km, като 12 от тях са с дължина над 100 km, в т.ч. 11 леви и само един десен приток:
- 993 → Ньогючей 126 / 3270
- 932 → Кюнкю 122 / 1930, при село Вехная Амга
- 883 → Харбикан 120 / 1380
- 832 → Улу 115 / 2220
- 811 → Силгилир 149 / 1920
- 787 → Титиктях 133 / 11140
- 770 → Сибикте 102 / 933
- 723 → Мундуручу 168 / 3280
- 678 → Борулах 146 / 1370
- 665 → Укан 122 / 1130
- 635 → Тенгюте 100 / 1040, при село Тегюлтя
- 550 ← Биелиме 133 / 2450

Подхранването на реката е смесено, като дъждовното с малко превишава снежното. Режимът на оттока се характеризира с високо пролетно пълноводие през май и юни, когато преминава до 63% от годишния отток и епизодични, но много високи летни прииждания от юли до октомври) в резултат на поройни дъждове, когато нивото на водата може да се повиши до 7 m. Среден многогодишен отток в долното течение 183 m3/s, което като обем представлява 5.776 km3/год, максимален 5000 m3/s, есенен 23.2 m3/s, зимен 6.06 m3/s. Ледовете по течението на Амга започват да се появяват през първата десетдневка на октомври и до края на месеца реката замръзва. В горното и средното течение замръзва до дъно. Размразяването започва в началот на май и завършва в средата на месеца.
По течението на Амга са разположени 16 села в т.ч. село Амга – районен център.
При високи води Амга е плавателна на 450 km от устието. Част от водите ѝ в долното течение през краткото лято се използват частично за напояване.